# 龐通 (阿肯色州)
龐通（英語：Pontoon）是位於美國阿肯色州康韋縣的一個非建制地區。該地的面積和人口皆未知。

## 地理
龐通的座標為35°06′43″N 93°00′38″W / 35.11194°N 93.01056°W，而該地的平均海拔高度為98米（即322英尺）。